# 伊丹線
伊丹線（日语：／ Itami sen */?）是自兵庫縣尼崎市的塚口站出發至兵庫縣伊丹市的伊丹站的阪急電鐵的鐵道路線。伊丹線雖然和福知山線（JR宝塚線）並行，伊丹線距伊丹市中心較近。

## 路線資料
- 路線距離（營業距離）：3.1公里
- 軌距：1435毫米
- 站數：4個（包括起終點站）
- 複線路段：全線（但是阪急塚口站構內只限單線）
- 電氣化路段：全線電氣化（直流1500V）
- 閉塞方式：自動閉塞式
- 最高速度：70公里/小時
- 車輛基地：西宮車庫（日语：西宮車庫）

## 車站列表
所有車站都位於兵庫縣。車站編號是2013年12月21日起引入。
| 車站編號 | 中文站名 | 日文站名 | 英文站名 | 站間營業距離 | 累計營業距離 | 接續路線            | 所在地 |
| -------- | -------- | -------- | -------- | ------------ | ------------ | ------------------- | ------ |
| HK-06    | 塚口     |          |          | -            | 0.0          | 阪急電鐵： 神戶本線 | 尼崎市 |
| HK-18    | 稻野     |          |          | 1.4          | 1.4          |                     | 伊丹市 |
| HK-19    | 新伊丹   |          |          | 0.8          | 2.2          |                     | 伊丹市 |
| HK-20    | 伊丹     |          |          | 0.9          | 3.1          |                     | 伊丹市 |

- 阪急伊丹車站到JR伊丹車站的直線距離在東邊650m。